# Tyrnyauz
Tyrnyauz (russisk: Тырныауз) er en by i Republikken Kabardino-Balkaria i Rusland. Den ligger i dalen ved floden Baksan i det nordlige Kaukasus, omkring 60 km vest for provinshovedstaden Naltsjik. Den har et areal på 13 km² og en befolkning på 22.242 (2024) mennesker, og ligger i en højde af 1.300 moh.
Byen blev grundlagt som en bosættelse ved en wolframgrube og -forædlingsanlæg, som stadig er hovedarbejdsgiver i området.
Byen ligger ved hovedruten for klatreekspeditioner til bjerget Elbrus, og er et vigtigt forsyningspunkt for ture ind i Elbrus-området.
I juni 2001 blev byen ramt af en kraftig oversvømmelse og jordskred. Boligblokke blev begravet i mudder op til fjerde etage. Der findes ingen pålidelige tal for antal omkomne og skadede. Byen var i 2004 stort set kommet sig efter skaderne, men sporene er stadig synlige.